# راسيل ليون
راسيل ليون (بالإنجليزية: Russ Lyon)‏ هو لاعب كرة قاعدة أمريكي، ولد في 26 يونيو 1913 في بول غراوند في الولايات المتحدة، وتوفي في 24 ديسمبر 1975.

## وصلات خارجية
- راسيل ليون على موقعبيزبول رفرنس.كوم (الدوري الرئيسي) (الإنجليزية)
- راسيل ليون على موقعبيزبول رفرنس.كوم (الدوري الثانوي) (الإنجليزية)